# Zamek w Stobnicy
Zamek w Stobnicy – pozostający w budowie budynek mieszkalny imitujący zamek we wsi Stobnica w województwie wielkopolskim. Autorem projektu budynku jest architekt Waldemar Szeszuła, a inwestorem firma D.J.T. z Poznania.

## Budowla
Od 2015 roku, na sztucznie usypanej wyspie na stawach w pobliżu miejscowości Stobnica, powstaje imitacja średniowiecznego zamku. Budowla o wymiarach około 150 m długości i 100 m szerokości, z wieżą sięgającą według różnych źródeł 50 metrów, po ukończeniu będzie jedną z większych budowli tego typu w kraju. Na planowanych piętnastu kondygnacjach ma się znaleźć 46 lokali mieszkalnych, które docelowo może zamieszkiwać do 97 osób, obsługiwanych przez kolejne 10 osób.

## Ścieżka edukacyjna
W 2023 otwarto prowadzącą wokół budowli, płatną Leśną Ścieżkę Edukacyjną o długości 2,2 km z dwunastoma tablicami edukacyjnymi (czas przejścia szacowany jest na półtorej godziny). Ścieżka na całej długości ma utwardzoną nawierzchnię i w większości prowadzi brzegami akwenu. Przy ścieżce zlokalizowano wystawę polskiego kamienia użytego do budowy wraz ze stanowiskiem kamieniarskim, jak również drewniany, ogrzewany pawilon przeznaczony na warsztaty edukacyjne.

## Kontrowersje

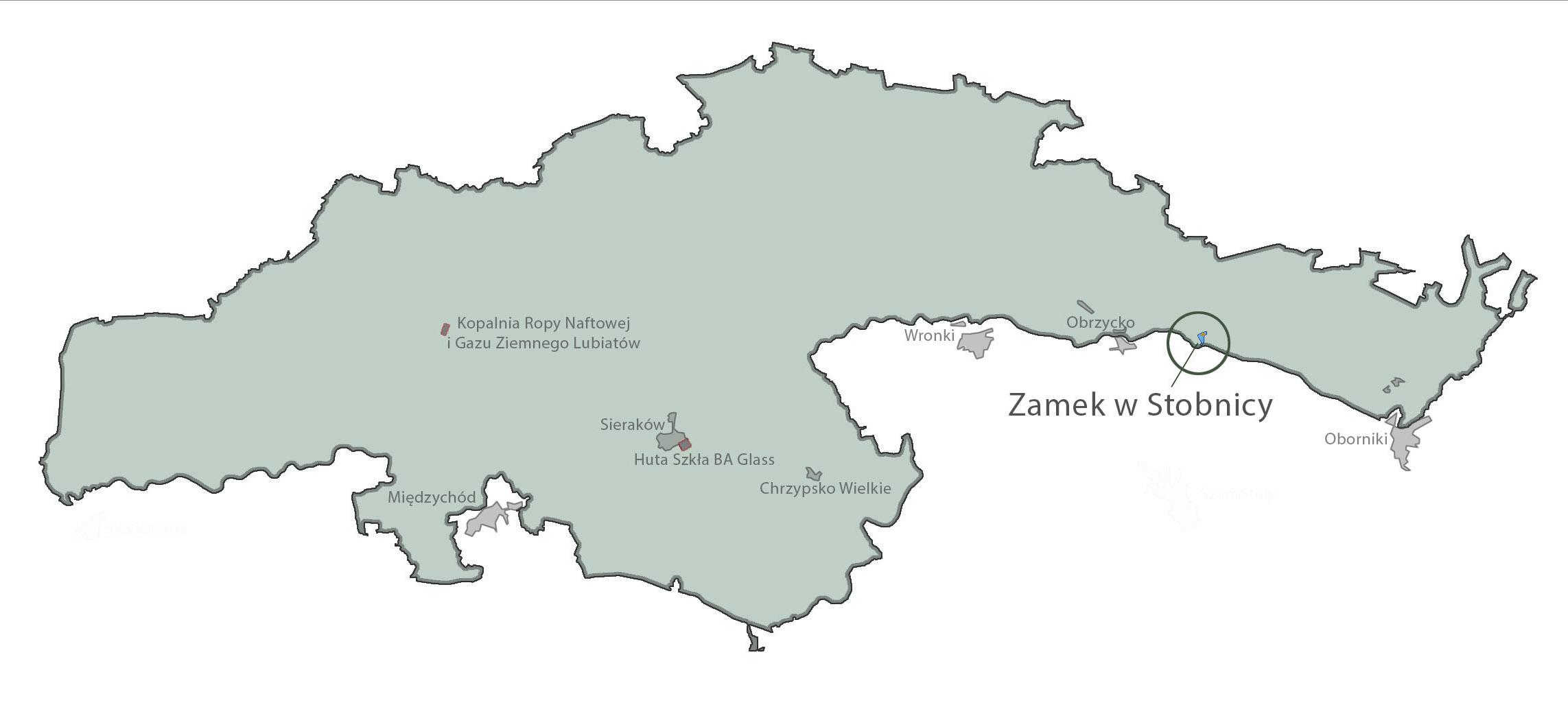
Położenie zamku w odniesieniu do obszaru Natura 2000

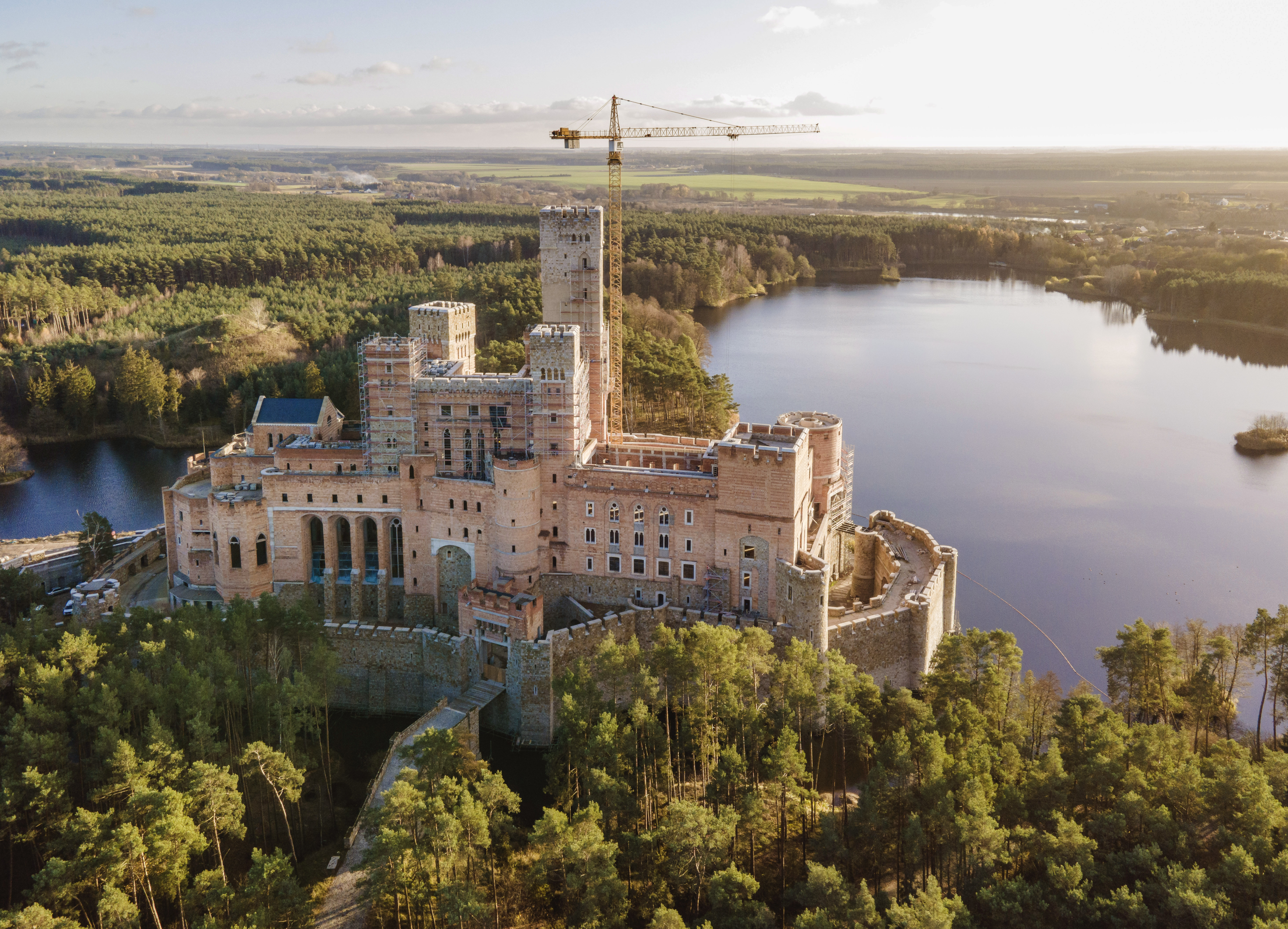
Elewacja północna

W 2018 roku budowa została upubliczniona i wywołała wiele kontrowersji z powodu jej umiejscowienia na skraju Puszczy Noteckiej i obszaru Natura 2000. W lipcu 2020 roku policja na polecenie prokuratury zatrzymała siedem osób powiązanych ze sprawą budowy obiektu. W toku postępowania administracyjnego stwierdzono naruszenie prawa przez starostę obornickiego, jednak wojewoda nie podjął decyzji o unieważnieniu zgody na budowę. Sytuacja ta spowodowała skierowanie przez ministra spraw wewnętrznych i administracji Mariusza Kamińskiego prośby do premiera Mateusza Morawieckiego o odwołanie wojewody wielkopolskiego Łukasza Mikołajczyka. Dodatkowo 11 grudnia 2020 roku prokurator okręgowy w Poznaniu złożył odwołanie od decyzji wojewody. 16 grudnia 2020 roku premier odwołał wojewodę Mikołajczyka ze stanowiska.
30 grudnia 2020 roku Prokuratura Okręgowa w Poznaniu skierowała do Sądu Rejonowego Poznań-Grunwald-Jeżyce akt oskarżenia w sprawie budowy obiektu.
17 sierpnia 2021 roku Główny Inspektor Nadzoru Budowlanego uznał decyzję o pozwoleniu na budowę z 2015 roku dla obiektu jako nieważną.
12 stycznia 2022 roku Wojewódzki Sąd Administracyjny w Warszawie uchylił zaskarżoną decyzję GUNB unieważniającą pozwolenie na budowę. Na skutek tej decyzji inwestycja mogła być kontynuowana. 17 marca 2022 Prokurator Okręgowy w Poznaniu zaskarżył w całości wyrok wojewódzkiego sądu administracyjnego, skarga została skierowana do Naczelnego Sądu Administracyjnego w Warszawie. 17 marca 2025 roku NSA oddalił skargi kasacyjne dotyczące budowy obiektu.
6 czerwca 2022 r. Sąd Rejonowy w Obornikach, powołując się na wcześniejszy wyrok WSA w Warszawie, umorzył postępowanie wobec szefów spółki odpowiedzialnej za inwestycję. Prokurator Okręgowy w Poznaniu złożył zażalenie na tę decyzję, uzasadniając ją wciąż nierozpatrzoną skargą kasacyjną na wyrok sądu w Obornikach. 17 listopada 2022 r. Sąd Okręgowy w Poznaniu uchylił decyzję sądu w Obornikach o umorzeniu postępowania wobec władz spółki i skierował sprawę do ponownego rozpatrzenia.